# Nestor Geli
Nestor Geli, född  27 mars 1947 i San Francisco, är en amerikansk-svensk musiker och låtskrivare bosatt i Stockholm.
Geli har skrivit låtar med bland andra Susie Päivärinta, Pär Lönn, Jan Johansen, Kee Marcello och Peo Thyrén. Som musiker har han spelat med många svenska artister, bland andra Tommy Nilsson och Mikael Rickfors. Som låtskrivare har han deltagit i Melodifestivalen både i Sverige och i Finland.

## Låtar
- Talk of the town - Tommy Nilsson
- Where eagles fly - Lili & Susie
- Du köper aldrig mig - Ankie Bagger
- Welcome the world - Susann Sonntag, Melodifestivalen i Finland 2002
- Show Me Heaven (Lili & Susie-låt) - Melodifestivalen 2009, (tillsammans med Susie Päivärinta, Pär Lönn, Thomas G:son och Calle Kindbom)